# St. Mariä (Henningsleben)

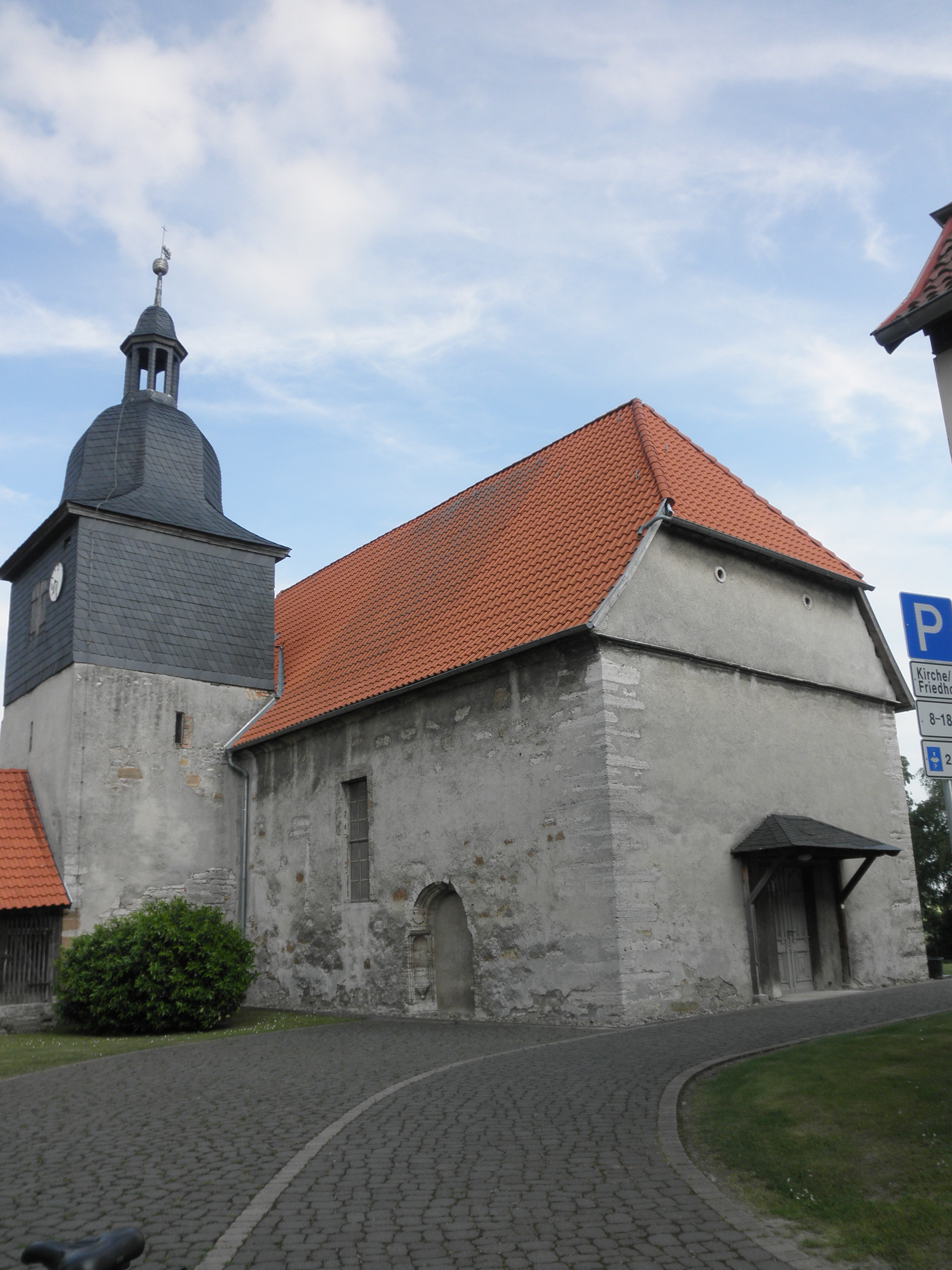
Dorfkirche

Die Kirche St. Mariä ist die Dorfkirche von Henningsleben, einem Ortsteil des thüringischen Kurorts Bad Langensalza im Unstrut-Hainich-Kreis.
Die 1730 erbaute Kirche ist besonders wegen ihres Inneren sehenswert. 22 restaurierungsbedürftige Bilder zieren die Brüstung der dreiseitig umlaufenden Empore, die man über zwei Treppen zu beiden inneren Seiten des Kircheneingangs besteigen kann und die auf zehn mächtigen Vierkantsäulen ruht. Die Orgel steht an der Westseite des Schiffes auf der Empore. Sowohl an der flachen Kassettendecke als auch an einigen Stellen der Empore sind Restaurierungsspuren zu finden. Das Kircheninnere wird erhellt durch vier rechteckige Fenster auf der Südseite, eines an der Nordseite und drei im Chor.  
Der an der Nordseite der geosteten Kirche stehende Turm ist vermutlich als Wehrturm errichtet worden, denn sein einziger Eingang von außen befindet sich in etwa vier Metern Höhe. Er ist heute über eine von zwei Seiten begehbare, aber auf einer Seite vergitterte, mit roten Ziegeln bedeckte, überdachte Holztreppe zu erreichen. Auch die schmalen, schießschartenähnlichen Fenster geben einen Hinweis auf die ursprüngliche Nutzung des Turmes. Das obere Stockwerk des Turms ist verschiefert und trägt eine ebenfalls verschieferte Haube sowie eine Laterne mit aufgesetzter Turmkugel und Wetterfahne. An seiner Nordseite ist eine Turmuhr mit weißem Ziffernblatt angebracht. 
Das Kirchenschiff trägt ein als Krüppelwalmdach auf der Westseite ausgebildetes Satteldach, der dreiseitige Chor im Osten ist wie das Dach des Langhauses mit roten Ziegeln gedeckt. Der heutige Eingang zur Kirche liegt unter dem Trapezgiebel an der Westseite. Ein früherer Eingang an der Nordseite ist heute zugemauert, aber noch gut erkennbar. 
Die Kirchgemeinde gehört dem Evangelischen Kirchenkreis Mühlhausen an.

## Bilder der Kirche

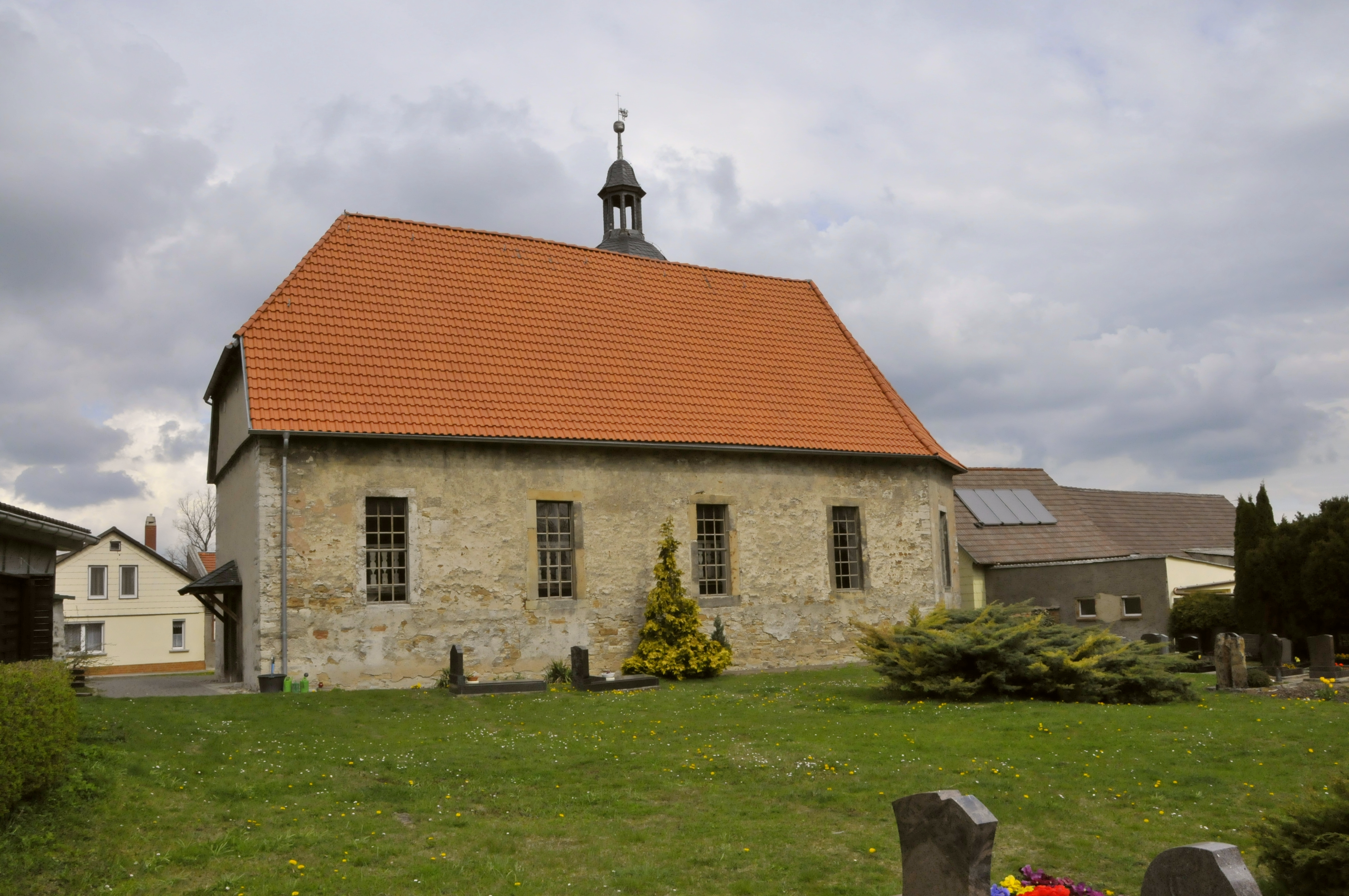
Südseite
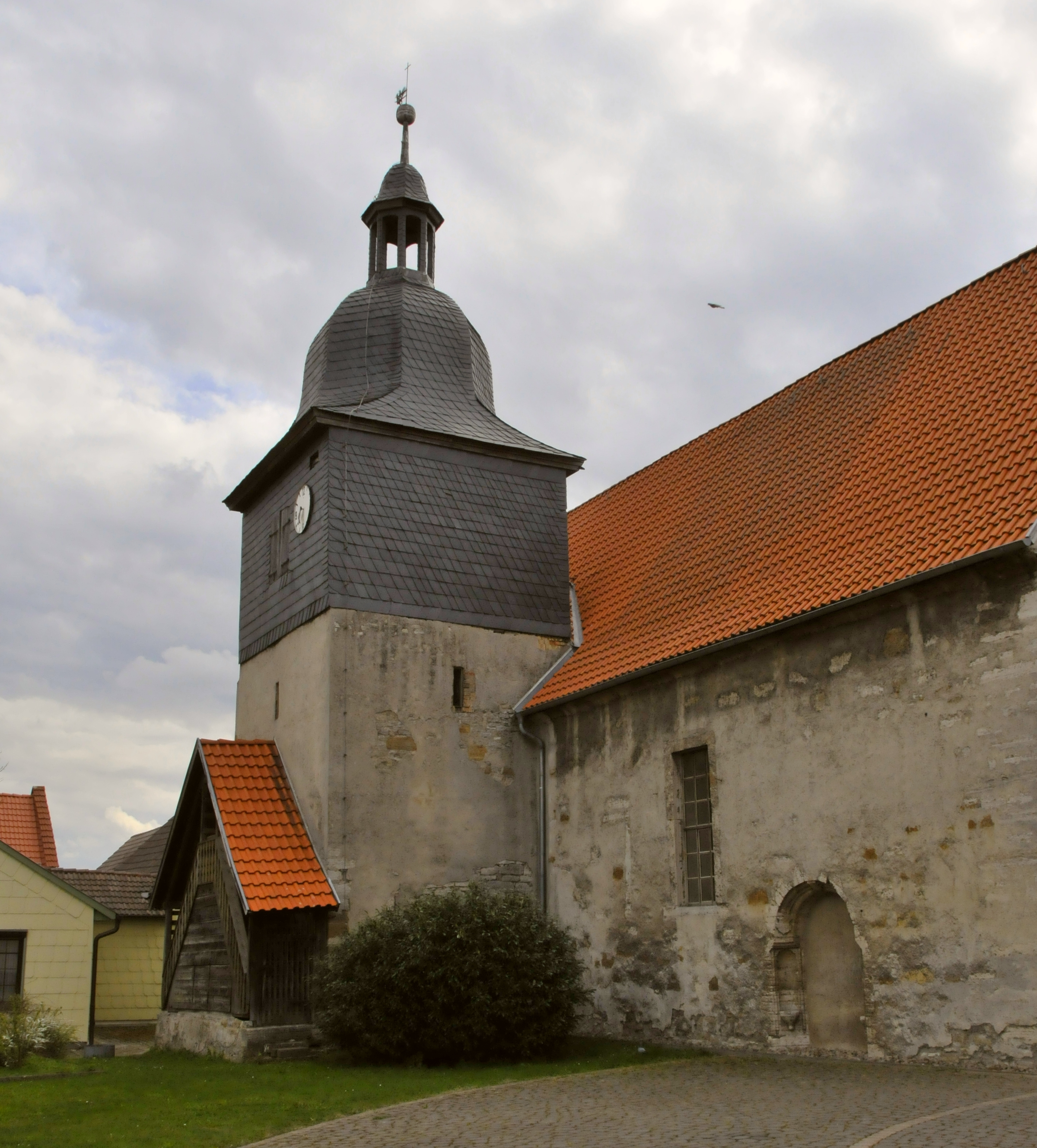
Nordseite
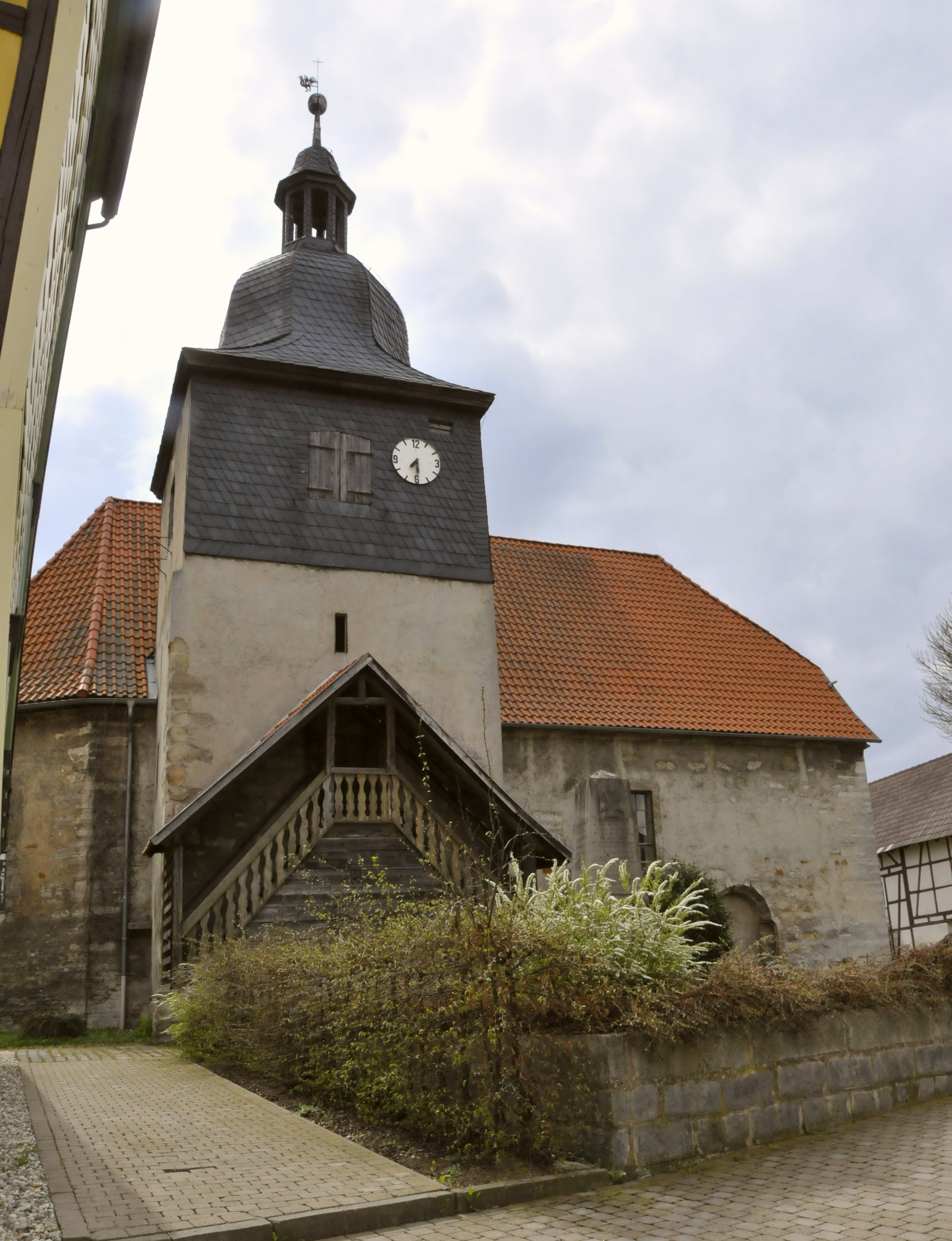
Nordseite
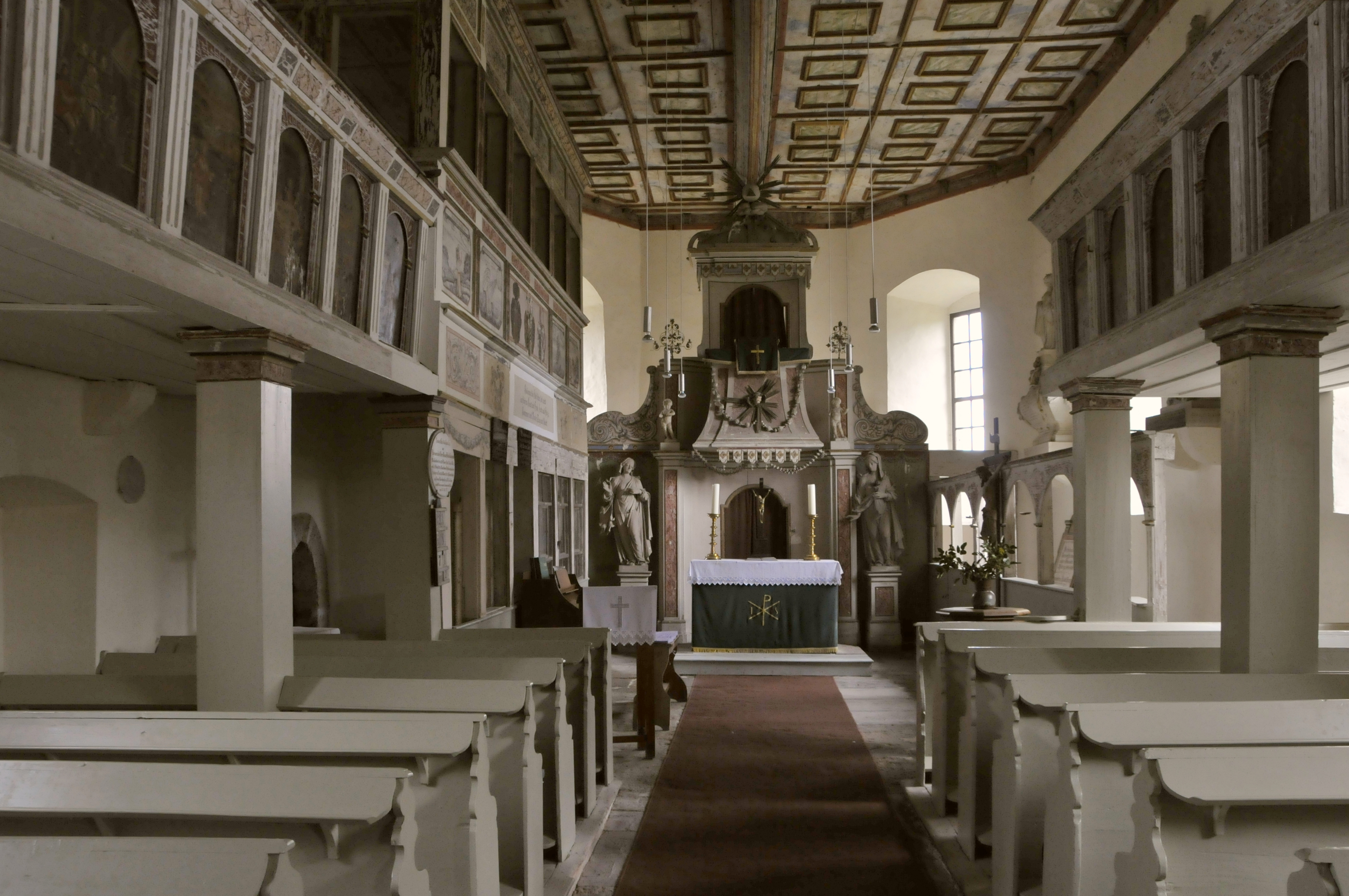
Altarraum
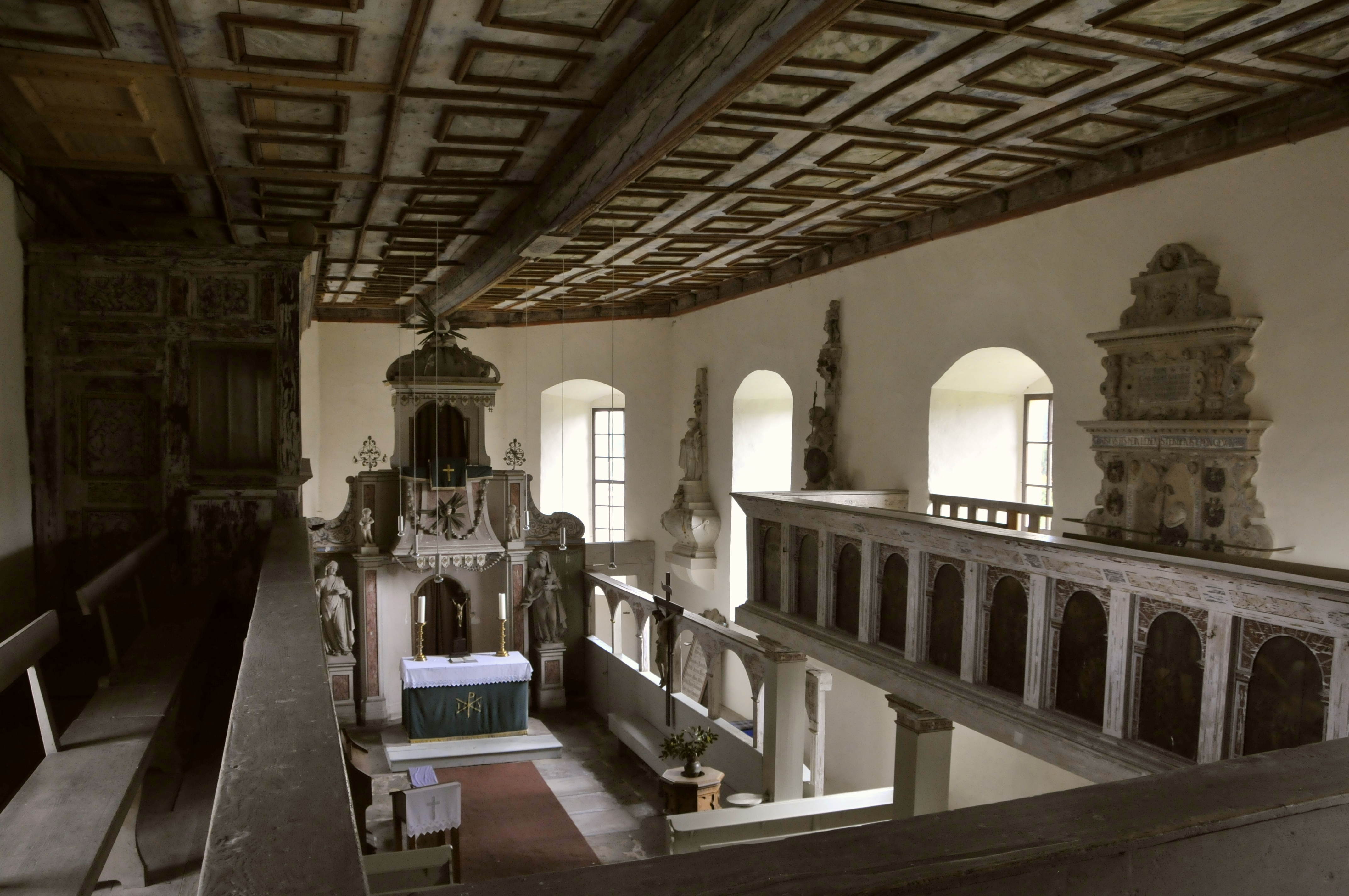
Blick von der Empore
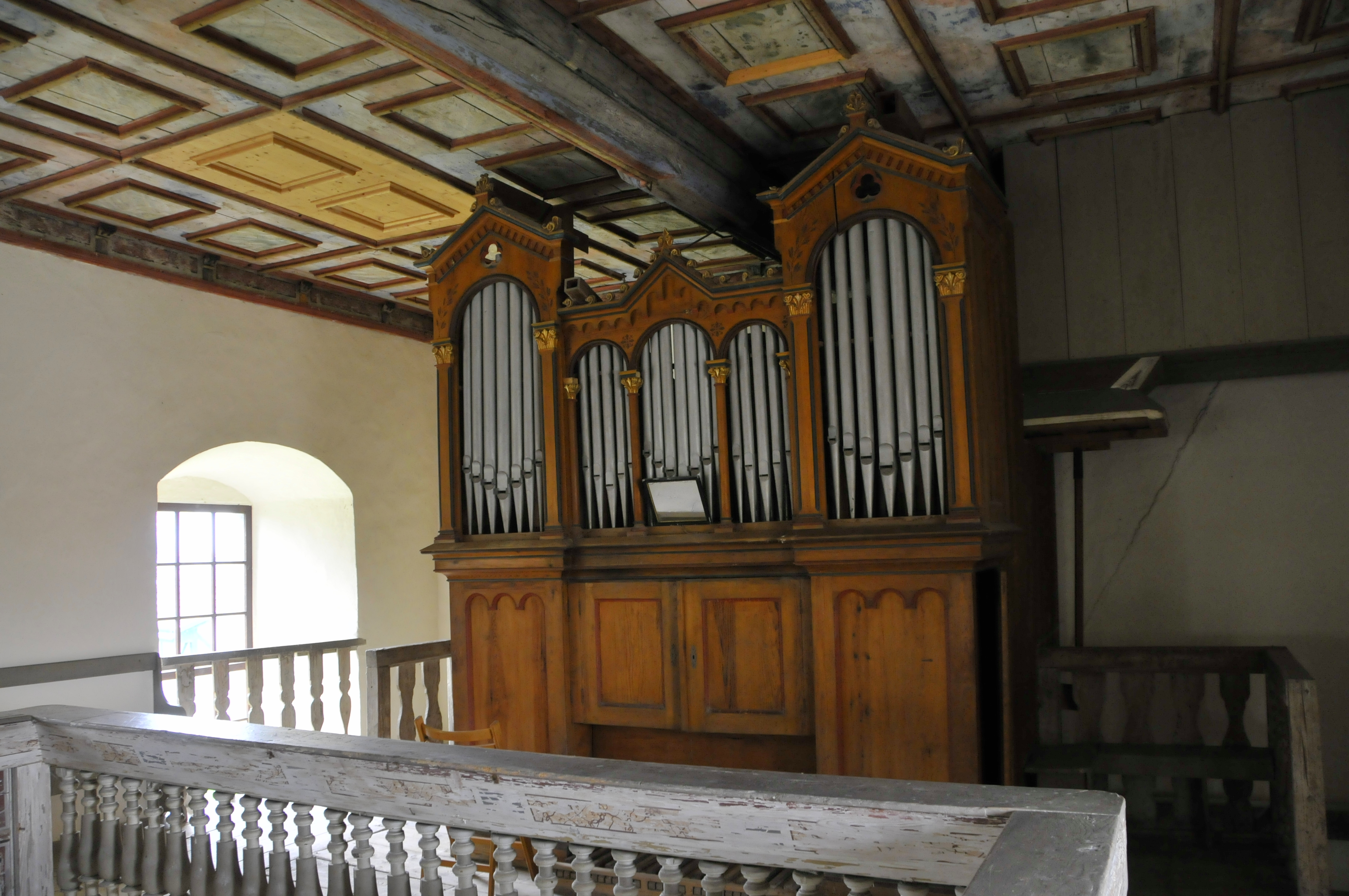
Orgel
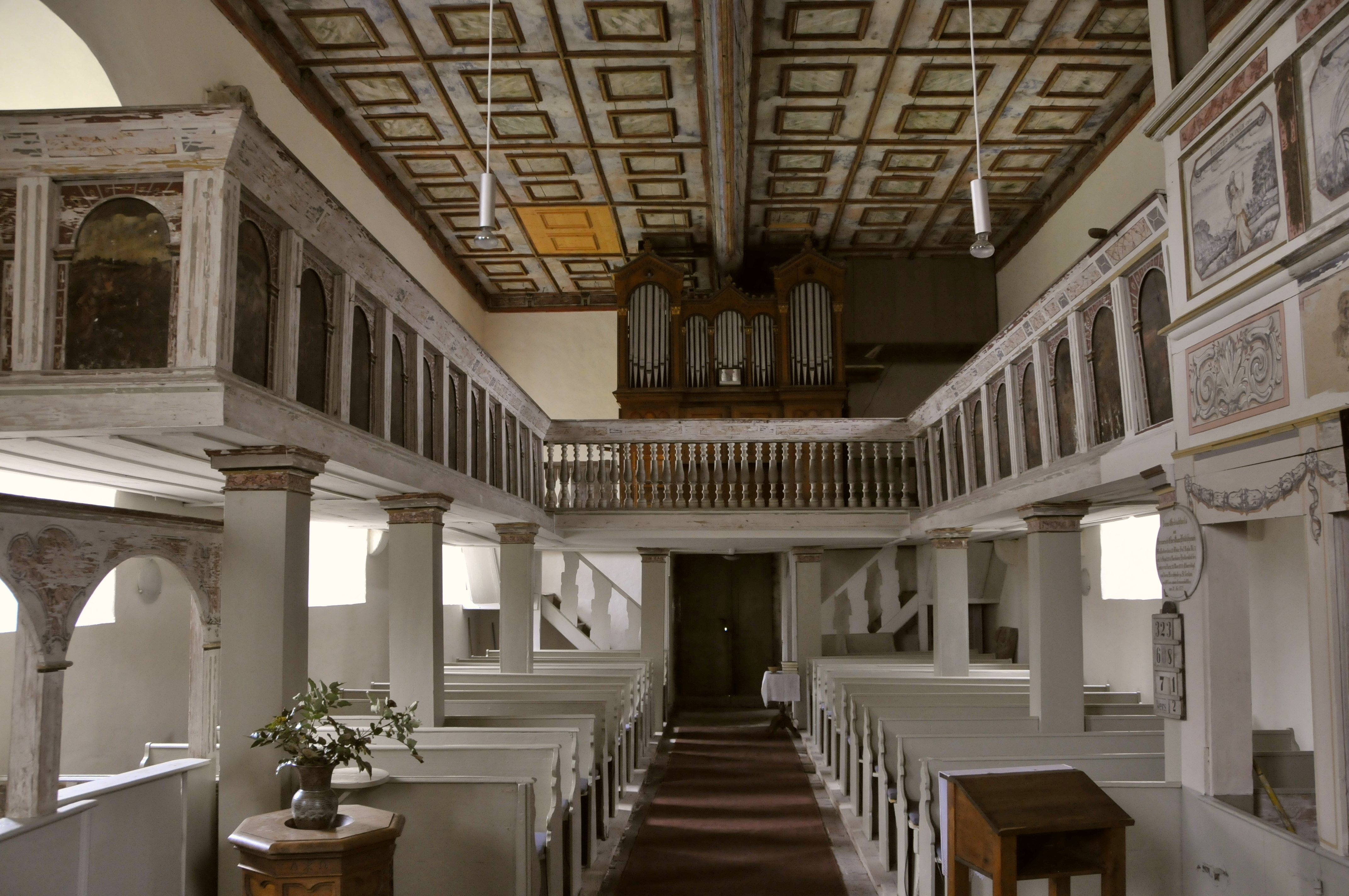
Blick zur Orgel